# 高瀹
高瀹（1489年—？），字新之，號海西，直隸揚州府江都縣人，匠籍，明朝政治人物。

## 生平
正德十一年（1516年）丙子科應天府鄉試第七名舉人。正德十二年（1517年）聯捷丁丑科會試第二百四十八名，登第二甲第七十七名進士。都察院观政，授蒲州知州，致仕卒。

## 家族
曾祖高直，贈都察院右副都御史；祖父高亨，封大理寺左評事 贈都察院右副都御史；父高銓，曾任南京戶部尚書 贈太子少保。嫡母許氏（封淑人 贈夫人）；生母杜氏。慈侍下。兄高漢、高濟（工部员外郎）、高淮（正科）、高潔、高清、高瀛、高涇、高滄、高淇（指挥佥事）、高湘（訓科）、高淓（南京光禄寺少卿）、高漳、高汴、高濬。弟高注。